# منديل مبلل
المنديل المبلل أو المرطب (أو مناديل الأطفال في بعض الأحيان) (بالإنجليزية: Wet wipe)‏ هو قطعة ورقية أو قمشاية صغيرة مبللة عادة ما تكون مطوية وكل منها مغلف على حدة لتسهيل الاستخدام والحمل. تُستخدم المناديل المبللة للنظافة الشخصية أو لتنظيف المنزل.
لا تنصح شركات المياه بالتخلص من المناديل المبللة عن طريق إلقاءها في المراحيض لأن في حالة عدم تحللها ستتسبب في انسداد المجارير بتجمعات النفايات غير القابلة للتحلل. حتى المناديل المبللة التي يتم تسويقها على أنها «يُمكن التخلص منها في المراحيض» يُمكن أن تسبب انسدادات.

## الابتكار
يُعد المؤلف الأمريكي آرثر جوليوس هو مبتكر المناديل المبللة. عمل جوليوس في صناعة مستحضرات التجميل، وفي عام 1957 عدل جوليوس عفي آلة تقسيم صابون كان قد وضعها في مستودع في مانهاتن. سجل جوليوس الاسم «ويت-ناب» علامة تجارية في 1958، وهو اسم ما زال مستخدم حتى الآن. وبعد المزيد من التحسينات بمساعدة ميكانيكي على منتج تنظيف اليدين الجديد الذي اخترعه، كشف جوليوس عن اختراعه في معرض المطاعم القومي في 1960 في شيكاجو. وفي 1963 بدأ في بيع مناديل «ويت-ناب» للكولونيل سوندرز ليستخدمها في مطاعمه المعروفة باسم «دجاج كنتاكي».

## الإنتاج
يتم إنتاج المناديل المبللة بورق الألياف غير المنسوجة، حيث يتم ترطيبها بالماء أو سوائل أخرى (مثل الإيزوبروبانول) حسب الغرض منها. قد يتم معالجة الورق بمنعمات، أو لوشن، أو عطور وذلك لتعديل ملمسها. وتُستخدم مواد حافظة مثل الميثيل أيزوثيازولينون لمنع نمو البكتيريا أو العفن في العبوة. يوضع المنتج النهائي مطويًا في عبوات صغيرة للجيب أو عبوات كبيرة.